# Rik Rienks
Rik Rienks (17 de marzo de 1995) es un deportista neerlandés que compite en remo. Es hijo de los remeros Nicolaas Rienks y Harriet van Ettekoven, y su hermano Ralf compite en el mismo deporte.
Ganó una medalla de bronce en el Campeonato Mundial de Remo de 2022 y dos medallas en el Campeonato Europeo de Remo, en los años 2022 y 2023. Participó en los Juegos Olímpicos de París 2024, ocupando el séptimo lugar en la prueba de cuatro sin timonel.
Estudió Ingeniería en la Universidad de Ámsterdam y realizó un máster en Ciencia, Negocios e Innovación en la Universidad Libre de Ámsterdam.

## Palmarés internacional
| Campeonato Mundial | Campeonato Mundial       | Campeonato Mundial | Campeonato Mundial |
| Año                | Lugar                    | Medalla            | Prueba             |
| ------------------ | ------------------------ | ------------------ | ------------------ |
| 2022               | Račice (República Checa) | Medalla de bronce  | Cuatro sin timonel |
| Campeonato Europeo |                          |                    |                    |
| Año                | Lugar                    | Medalla            | Prueba             |
| 2022               | Múnich (Alemania)        | Medalla de plata   | Cuatro sin timonel |
| 2023               | Bled (Eslovenia)         | Medalla de bronce  | Ocho con timonel   |